# Main (udde)
Main är en udde i Antarktis. Den ligger i Östantarktis. Nya Zeeland gör anspråk på området.
Terrängen inåt land är mycket bergig. Havet är nära Main åt nordost. Trakten är obefolkad. Det finns inga samhällen i närheten.